# Kids See Ghosts (álbum)
Kids See Ghosts (estilizado em maiúsculas) é o álbum de estreia homônimo da dupla americana de hip hop Kids See Ghosts, formada pelos rappers e produtores musicais Kanye West e Kid Cudi. Foi lançado em 8 de junho de 2018 sob os selos Wicked Awesome Records e GOOD Music, e distribuído pela Def Jam Recordings. Antes do lançamento, West e Cudi já haviam colaborado em 2008 demonstravam interesse em gravar um álbum colaborativo, porém o projeto não se materializou rapidamente e a dupla passou por desentendimentos em 2013 e 2016. As primeiras sessões de gravação de Kids See Ghosts começaram em dezembro de 2016.
Em Kids See Ghosts estão incluídas colaborações de vários artistas convidados, como Pusha T, Yasiin Bey e Ty Dolla Sign, bem como um sample vocal de Louis Prima. West e Cudi também foram os produtores do álbum, que possui adicionalmente contribuições dos artistas Dot da Genius, Mike Dean, Evan Mast, Plain Pat, BoogzDaBeast, Benny Blanco, Noah Goldstein, entre outros. O álbum foi o terceiro de uma série de cinco álbuns produzidos por West no vale de Jackson Hole em Wyoming, nas chamadas Wyoming Sessions, e que foram lançados semanalmente durante o verão de 2018. Tratando da cronologia dos álbuns produzidos nas Wyoming Sessions: Kid See Ghosts é o terceiro e foi lançado após Daytona de Pusha T e Ye de West, e precedeu Nasir do rapper Nas e KTSE de Teyana Taylor.
Os críticos avaliaram o gênero de Kids See Ghosts como uma fusão entre a música psicodélica e o hip hop. O conteúdo lírico das canções enfatiza temas constantes relacionados à saúde mental, que afetaram ambos os membros da dupla e já haviam sido retratados em outras canções de suas respectivas obras solo. A arte da capa foi produzida pelo artista japonês contemporâneo Takashi Murakami, inspirado pela série de gravuras Trinta e seis vistas do monte Fuji de Katsushika Hokusai. O álbum recebeu aclamação generalizada dos críticos de música, que destacaram a sinergia entre West e Cudi, enquanto outros avaliaram que Kids See Ghosts apresenta qualidade musical superior comparado ao trabalho anterior de West, o álbum Ye (2018). Kids See Ghosts foi listado como um dos melhores álbuns de 2018 por várias publicações especializadas em música, bem como foi posto nas listas musicais de melhores álbuns do final de década de 2010 em algumas publicações.
Kids See Ghosts estreou em segundo lugar na Billboard 200, sendo o décimo álbum de West e o sexto de Cudi a se classificar entre os cinco mais vendidos no mercado fonográfico dos Estados Unidos. O álbum também alcançou as cinco primeiras posições em outros oito países, incluindo Canadá e Estônia. Algumas canções se destacaram nas paradas musicais de vários países, como "Reborn" e "4th Dimension". Desde o lançamento do álbum, a dupla Kids See Ghosts realizou diversas apresentações ao vivo, com destaque para os shows do Camp Flog Gnaw Carnival em 2018 e Coachella Valley Music and Arts Festival em 2019.

## Antecedentes e gravação

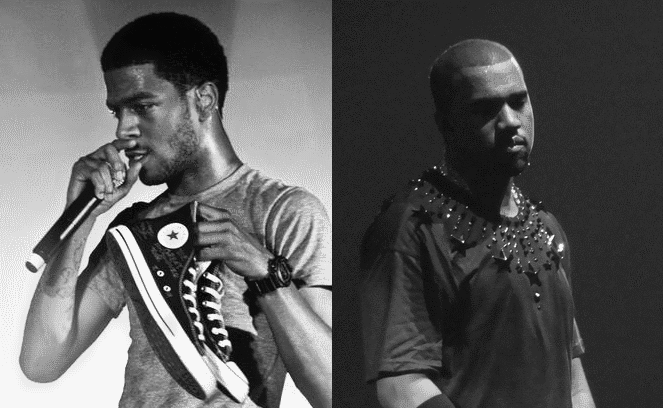
Cudi e West (à esquerda e à direita, respectivamente) colaboraram em várias ocasiões antes de lançar um álbum colaborativo

Desde 2008, West colaborou frequentemente com Cudi. Nesse ano, eles trabalharam juntos pela primeira vez na canção "Welcome to Heartbreak", presente no quarto álbum de estúdio de West, 808s & Heartbreak (2008). Em 18 de junho de 2013, West lançou seu sexto álbum de estúdio Yeezus, que conta com vocais de Cudi na faixa "Guilt Trip". Em junho de 2014, Cudi disse que lembrava ter gravado os vocais dessa canção há alguns anos, mas disse que não sabia que eles haviam sido incluídos na versão final do álbum e só descobriu isso quando seus fãs mencionaram a questão nas redes sociais, ao que Cudi reagiu com um tuíte: "De que porra todo mundo está falando?". Em seguida, Cudi disse que se sentiu honrado e considerou "legal que [West] pensou em mim", mas ao mesmo tempo se sentiu insatisfeito pois teve a impressão de que West não havia explorado seu potencial musical completamente. Em 14 de fevereiro de 2016, West lançou seu sétimo álbum de estúdio The Life of Pablo, com as faixas "Father Stretch My Hands, Pt. 1" e "Waves" que incluem vocais de Cudi. Dez dias após o lançamento desse álbum, West anunciou que um álbum intitulado Turbo Grafx 16 seria lançado como uma homenagem ao console de videogame homônimo. Nesse mesmo mês, o estilista de West Ibn Jasper publicou no Instagram uma foto que mostrava West e seus colaboradores Mike Dean, Plain Pat e Cudi em um estúdio de gravação trabalhando no álbum.
Em setembro de 2016, West e Cudi tiveram um breve desentendimento, após Cudi ter criticado Drake e West pelo uso de ghostwriters, dizendo: "Esses negros não dão a mínima para mim. E eles não estão fodendo comigo... Eu tenho sido leal àqueles que não tem sido leais a mim e isso acaba agora. Agora eu sou sua ameaça". West respondeu aos comentários de Cudi em um dos shows da Saint Pablo Tour, dizendo: "Eu dei à luz a você... eu, [Plain] Pat, Don C. Nunca mencione meu nome, não tente dizer com quem eu posso fazer minhas músicas", acrescentando que se sentiu "magoado e desrespeitado" com os comentários de Cudi. Dias depois, durante uma apresentação em Houston, West retratou seus comentários e descreveu Cudi como seu "irmão" e "o artista mais influente dos últimos dez anos". Cudi, que ao momento estava internado em um centro de reabilitação devido à depressão agravada por pensamentos suicidas, agradeceu a West em uma postagem no Facebook dizendo que "palavras não podem expressar o quanto isso fez meu coração brilhar". Em novembro de 2016, West também foi hospitalizado por causa de uma profunda privação de sono, e a Saint Pablo Tour foi cancelada logo após Kanye ter feito um convite a Cudi para se apresentar num show que seria realizado na cidade mexicana de Sacramento, no estado de Coahuila.
Em dezembro de 2016, Kid Cudi lançou Passion, Pain & Demon Slayin, seu sexto álbum de estúdio, que recebeu críticas positivas e foi descrito por Kanye West como um trabalho "muito inspirador". A produção de Kid See Ghosts começou em dezembro de 2016 e partes do álbum foram produzidas no verão de 2017 em sessões de gravação no Japão e na China. Em novembro de 2017 e novamente em fevereiro de 2018, West apresentou a canção Father Stretch My Hands, Pt. 1 ao vivo com a participação de Cudi. Em março de 2018, Cudi foi visto gravando com West em seu rancho particular situado em Wyoming. West retornou a Wyoming dois meses depois para a gravação de seus próximos álbuns, que mais tarde seriam incluídos na série de lançamentos das Wyoming Sessions. Além de seu próprio álbum Ye, West anunciou previamente que assumiria o papel de produtor de todos os projetos elaborados nas Wyoming Sessions, sendo que foi produtor executivo e colaborou como vocalista convidado em todos os cinco álbuns produzidos nessas sessões. Em maio de 2018, o rapper Pusha T lançou Daytona, seu terceiro álbum de estúdio e o primeiro lançamento no âmbito das "Wyoming Sessions". As sessões de gravação aconteceram no vale de Jackson Hole, após West ter comprado um rancho nessa região inicialmente denominado Monster Lake Ranch, mas que foi renomeado por Kanye para West Lake Ranch.
Em 1 de junho de 2018, uma semana antes do lançamento de Kids See Ghosts, West lançou seu oitavo álbum de estúdio Ye, sendo este o segundo álbum produzido nas Wyoming Sessions. Em Ye, Cudi participou das faixas "Ghost Town" junto a PartyNextDoor e 070 Shake, e em "No Mistakes" junto a Charlie Wilson e Caroline Shaw. West disse no Twitter que Ghost Town foi originalmente produzida para o Kids See Ghosts. As referências de saúde mental em Kids See Ghosts aparecem com mais frequência do que no álbum anterior de West, o Ye, que já mencionava explicitamente o enfrentamento ao seu transtorno bipolar. Uma faixa sequela de "Ghost Town", intitulada "Freeee (Ghost Town, Pt. 2)" que conta com a participação do rapper Ty Dolla Sign foi incluída em Kids See Ghosts.

## Produção e desenvolvimento
Jordan Bassett da revista britânica NME descreveu Kids See Ghosts como o álbum em que se "vê Kanye West e Kid Cudi alcançando o ápice do hip hop fragmentado e frágil que eles mesmo ajudaram a moldar". Christopher Thiessen da PopMatters disse que no álbum "as faixas são taciturnas, sombrias, psicodélicas e marcadas pelo uso de acordes menores". Dean Van Nguyen, do The Guardian, disse que Kids See Ghosts estava "infestado por sons eletrônicos fervilhantes e samples cortados a laser, com nítidos tons psicodélicos que se concretizaram em bordas pouco nítidas, como num sonho que só é lembrado parcialmente". Van Nguyen disse ainda que a faixa "Freeee (Ghost Town, Pt. 2)" era um claro exemplo de rap rock. Sidney Madden da NPR disse que "Freeee (Ghost Town, Pt. 2)" era "uma reminiscência do difuso rock psicodélico característico dos anos 70" e também destacou os elementos de rock trazidos na faixa "Cudi Montage". A Highsnobiety destacou os vocais de West "em forma de um scatting raivoso para harmonizar com a batida" de "Feel the Love". As faixas "4th Dimension" e "Cudi Montage" incluem vários samples, como as faixas "What Will Santa Claus Say (When He Finds Everybody Swingin')" e "Burn the Rain" respectivamente dos artistas Louis Prima e Kurt Cobain. Prima foi creditado como artista destacado em "Cudi Montage". "Feel the Love" e "Freeee (Ghost Town, Pt. 2)" incluem colaborações de Pusha T e Ty Dolla Sign, respectivamente. A faixa-título "Kids See Ghosts" conta com a participação do rapper Mos Def, que foi creditado no álbum como Yasiin Bey, seu nome real.
O álbum foi produzido principalmente por West e Cudi, mas as faixas "Reborn" e "Cudi Montage" não incluem a produção de West, enquanto em "Feel the Love" e "4th Dimension" Cudi não é creditado como produtor. Mike Dean, um colaborador frequente de West, colaborou na produção das faixas "Feel the Love", "4th Dimension", "Freeee (Ghost Town Pt. 2)" e "Cudi Montage". Plain Pat, outro colaborador frequente de West, contribuiu com a produção de "Feel the Love", "4th Dimension", "Reborn" e "Kids See Ghosts". Shawn Setaro da revista Complex disse que por conta da presença de Dean em Ye, "faz sentido que ele também esteja envolvido em Kids See Ghosts". Evan Mast ajudou a produzir "Feel the Love", "Fire" e "Reborn". "Feel the Love", "4th Dimension" e "Kids See Ghosts" incluem a produção do produtor musical americano Noah Goldstein. O produtor musical BoogzDaBeas colaborou nas faixas "Fire", "4th Dimension" e "Freeee (Ghost Town, Pt. 2)".  O produtor Dot da Genius, que colaborou com Cudi pela primeira vez em 2007, também participou das gravações em Wyoming e coproduziu as faixas "Reborn" e "Cudi Montage" em Kids See Ghosts. Justin Vernon foi coprodutor das faixas "Feel the Love" e "Kids See Ghosts". Esta última e "Freeee (Ghost Town, Pt. 2)" também contam com coprodução de Andrew Dawson. O álbum Kids See Ghosts também conta com produção adicional de Francis and the Lights, Cashmere Cat, André 3000, Andy C, Russel "Love" Crews e Jeff Bhasker.

## Estrutura musical e conteúdo lírico
As letras das canções de Kids See Ghosts percorrem vários temas relacionados a transtornos mentais, com os quais West vinha enfrentando já há 10 anos antes do álbum ser lançado, que se deu no momento em que Cudi estava completando seu processo de reabilitação. De acordo com Ben Carter, analista de letras da Central Sauce, 62,15% do conteúdo lírico do álbum abordas temas relativos à saúde mental. As canções "Freeee (Ghost Town, Pt. 2)" e "Reborn" falam sobre reabilitação e tratamento de transtornos psicológicos. O álbum também menciona os demônios psíquicos que West e Cudi enfrentaram, especialmente nas faixas "Reborn" e "Kids See Ghosts". Kids See Ghosts aborda tanto os sucessos como seus fracassos e dificuldades da dupla. A cultura pop e as referências históricas são frequentes em Kids See Ghosts, principalmente em "4th Dimension".
A faixa de abertura, "Feel the Love", conta com a participação do rapper Pusha T nos vocais que são acompanhados pelos improvisos musicais de West, e o refrão de Cudi versa sobre ser capaz de "sentir o amor". O blogue alemão de música Highsnobiety disse que a canção "Fire" ter sido posta logo após a faixa de abertura "remete à natureza pingue-pongue dos transtornos psicológicos - às vezes você está em cima, às vezes você está em baixo", e complementou dizendo que a letra de "Fire" deixa nítida a adoção por Kids See Ghosts de "uma abordagem mais suave para o diagnóstico de si mesmo, expondo as dificuldades da dupla". Em "4th Dimension", a letra fala sobre a necessidade de rejeitar a repressão causada pelos próprios sentimentos de West e Cudi e demonstra haver uma certa aleatoriedade na formação de seus pensamentos atuais, o que seria uma metáfora das constantes variações de humor presentes no transtorno bipolar.  West retrata sua insensibilidade a críticas em "Freeee (Ghost Town, Pt. 2)", que também fala sobre a necessidade de libertar a mente de todos os obstáculos. A faixa "Reborn" está ligada à tentativa de superação da saúde mental fragilizada de Cudi e West que, por sua vez, tornou o abuso de múltiplas drogas uma das principais formas de fuga às patologias que os acometem. Os paroxismos da paranoia são abordados profundamente na faixa-título "Kids See Ghosts". Em contraste á lírica geral trazida no álbum, a faixa "Cudi Montage" retrata em tom mais sarcástico a jornada de recuperação psicológica de Cudi, enquanto West faz referências à violência estrutural presente na sociedade. A faixa foi descrita pelos redatores da Highsnobiety como um encerramento do álbum "em um suspiro, inserido ali propositalmente, para destacar a natureza cíclica dos transtornos psicológicos".

## Arte e título

A arte completa do álbum, elaborada por Murakami, traz caracteres Kanji invertidos que significam "caos".

Em agosto de 2017, West e Cudi foram a Tóquio para visitar o estúdio do artista japonês Takashi Murakami, ocasião que foi compartilhada por Murakami em postagens no Instagram. Murakami já havia colaborado com West na arte de Graduation (2007), seu terceiro álbum de estúdio, e na produção do videoclipe em animação da faixa de abertura deste, "Good Morning".
Em 22 de abril de 2018, West compartilhou esboços que Murakami fez para a arte do álbum e também oficializou seu título, Kids See Ghosts. Nos esboços, Murakami adotou a ideia que West teve de retratar um urso e uma raposa antropomorfizados, para representar respectivamente West e Cudi. Inicialmente, Kid Cudi sugeriu que seu personagem fosse representado por um cachorro, mas quando os primeiros esboços da arte ficaram prontos, Kanye West insistiu que Cudi seria melhor representado por uma raposa. West tuitou "vibrações de Murakami" em referência ao conceito de arte do álbum.
Em 6 de junho de 2018, Cudi divulgou a arte final que Murakami produziu para o álbum. Os caracteres Kanji invertidos trazidos na capa são traduzidos ao português como "caos". Murakami disse que as Trinta e seis vistas do monte Fuji de Hokusai foram a base para o desenho do plano de fundo da arte. O trabalho também remete a outra obra do próprio Murakami, o Manji Fuji (2001), cujas semelhanças incluem o cenário do Monte Fuji ao fundo, as árvores curvadas e os personagens desenhados em formas ovais. A diferença mais notável é que os personagens ovais foram diminuídos e postos mais à esquerda. O título Kids See Ghosts continua "a jornada fantasmagórica" iniciada por West na canção "Ghost Town", inserida no álbum Ye (2018), e que é continuada em Kids See Ghosts explicitamente na faixa "Freeee (Ghost Town, Pt. 2)".

## Lançamento e divulgação
No final de 2017, havia rumores de que Kanye West e Kid Cudi estavam trabalhando em um álbum colaborativo, supostamente intitulado Everybody Wins. Em 19 de abril de 2018, West anunciou em suas redes sociais que um álbum colaborativo com Cudi estava sendo produzido para ser lançado em junho. Em seguida, Kanye anunciou Kids See Ghosts como o título do álbum, que também dá nome à dupla. Em 25 de abril, West anunciou que o álbum seria lançado junto a um curta-metragem com direção de Dexter Navy, que já havia colaborado com West no videoclipe de "Flashing Lights" (2007). West divulgou a lista de faixas do álbum em 2 de junho, que originalmente incluía uma canção chamada "Devil's Watchin", mas que acabou não sendo incluída no álbum final. O lugar da quarta faixa estava em branco depois que "Ghost Town" foi utilizada no álbum Ye e de "Extasy" ter sido descartada. Esta última foi lançada em 11 de agosto de 2018 sob o título de "XTCY". Desse modo, "Freeee (Ghost Town, Pt. 2)" foi alocada para ocupar o lugar da quarta faixa de Kids See Ghosts. Em 8 de junho de 2018, Kids See Ghosts foi lançado para download digital e streaming sob os selos musicais Wicked Awesome Records e GOOD Music, e distribuído pela Def Jam Recordings, e foi o primeiro álbum de estúdio homônimo da dupla Kids See Ghosts. O lançamento digital do álbum enfrentou dificuldades técnicas, com seis faixas do álbum sendo intituladas incorretamente e solicitadas nos serviços de streaming, e "Freeee (Ghost Town, Pt. 2)" foi a única canção rotulada de forma correta. O álbum foi lançado em CD pelas gravadoras em 3 de agosto de 2018 na França, e em 28 de setembro foi lançado no formato CD em vários outros países. Numa entrevista concedida à revista Complex em 9 de setembro de 2019, Cudi disse que mais álbuns da dupla Kids See Ghosts estariam programados para serem lançados no futuro, e afirmou que West queria começar a trabalhar no projeto Kids See Ghosts 2.
Em 5 de junho de 2018, o empresário de Cudi, Dennis Cummings, anunciou pelo Twitter que seria realizada uma festa de escuta do álbum Kids See Ghosts em Los Angeles, marcada para ocorrer um dia antes de seu lançamento oficial. A festa seria transmitida ao vivo por meio do aplicativo WAV às 23 horas no horário local, mas devido a uma série de atrasos a transmissão só foi iniciada no dia seguinte ao início da tarde de 8 de junho. Não foi explicado se o atrasado na transmissão foi causado por problemas técnicos ou por conta de problemas da própria dupla Kids See Ghosts. A festa de escuta foi realizada em torno de uma fogueira e seu local exato não foi divulgado, mas se sabe que foi realizada na região sul da Califórnia, com o Kids See Ghosts exibindo produtos comerciais da dupla ao longo da transmissão. Entre os participantes da festa estavam membros da família de Kim Kardashian e Kriss Jenner, além dos rappers Quentin Miller, Desiigner e Trinidad James. Ao início da festa, Mike Dean compartilhou um vídeo dele e de outras pessoas ouvindo as canções do Kids See Ghosts. Nenhum videoclipe foi lançado para o álbum. A dupla Kids See Ghosts performou ao vivo pela primeira vez no Camp Flog Gnaw Carnival 2018, apresentando-se durante 45 minutos dentro de uma caixa de vidro retangular que flutuava acima do palco. A dupla fez uma performance completa do Kids See Ghosts, apresentando as faixas na mesma ordem em que foram lançadas no álbum, e também trouxe outras colaborações anteriores, como "Welcome to Heartbreak" e "Father Stretch My Hands, Pt. 1". West esqueceu vários trechos de seus versos em "Reborn" e "Cudi Montage". Durante o primeiro show do grupo gospel de West, o Sunday Service Choir, em 6 de janeiro de 2019, foi performada a faixa "Reborn". Cudi esteve presente durante essa apresentação. Kids See Ghosts também se apresentou ao vivo no Coachella Valley Music and Arts Festival em 2019, com a dupla iniciando sua apresentação com a faixa de abertura do álbum, "Feel the Love". Eles também apresentaram as faixas "Reborn", "Freeee (Ghost Town, Pt. 2)", "Ghost Town" e "Father Stretch My Hands, Pt. 1" nesse festival.
Kids See Ghosts foi lançado em 8 de junho de 2018 e foi o terceiro álbum das Wyoming Sessions. Em 12 de junho de 2018, durante uma entrevista com N.O.R.E. e DJ EFN na plataforma digital Player FM, Pusha T disse que a gravação começou no início de 2017. Pusha T também revelou que o verso que canta na faixa "Feel the Love" foi gravado horas antes do lançamento de Kids See Ghosts, pois ele estava em um voo quando recebeu o convite de West para gravar no estúdio. Em 15 de junho de 2018, uma semana após o lançamento do álbum, o rapper Nas lançou Nasir, seu décimo primeiro álbum de estúdio e o quarto álbum das Wyoming Sessions. Em 23 de junho de 2018, a cantora de rap e R&B Teyana Taylor lançou KTSE, seu segundo álbum de estúdio e o quinto e último álbum das Wyoming Sessions.

## Recepção

### Críticas profissionais
| Críticas profissionais | Críticas profissionais |
| Pontuações agregadas   | Pontuações agregadas   |
| Fonte                  | Avaliação              |
| ---------------------- | ---------------------- |
| AnyDecentMusic?        | 8.1/10                 |
| Metacritic             | 84/100                 |
| Avaliações da crítica  |                        |
| Fonte                  | Avaliação              |
| AllMusic               | [ 38 ]                 |
| The A.V. Club          | B                      |
| Entertainment Weekly   | A−                     |
| Exclaim!               | 9/10                   |
| Pitchfork              | 7.6/10                 |
| Rolling Stone          | [ 85 ]                 |
| The Guardian           | [ 35 ]                 |
| NME                    | [ 27 ]                 |
| Vice                   | A−                     |
| XXL                    | [ 87 ]                 |

Kids See Ghosts foi recebido com aclamação crítica generalizada. No Metacritic, o álbum recebeu uma pontuação média de 84 de 100, com base em 18 críticas. O agregador AnyDecentMusic? atribuiu uma pontuação de 8,1 de 10, baseada na avaliação do consenso crítico.
Em uma crítica positiva, Van Nguyen disse que o álbum é "um retorno psicodélico ao poder divino" e elogiou o desempenho de Cudi e a química musical da dupla, bem como as letras das canções: "A brevidade é eficaz porque Kanye e Cudi empilham ideias no acima de outras ideias, executando os 23 minutos do álbum com o máximo de criatividade possível. A química deles é de dois velhos amigos que não precisam mais questionar os instintos um do outro", e concluiu que o álbum reafirma a posição de West "como um criador de rap divertido e emocionante que explora esse gênero musical até seus limites".  Jayson Greene, da Pitchfork, disse que "as canções são as mais intrigantes que surgiram das Wyoming Sessions até o momento". Ele teceu comparações entre Kids See Ghosts e o álbum anterior de West, Ye, escrevendo que "grande parte da energia que Ye estava procurando agora enche os pulmões desse projeto, e é humilhante considerar o quanto esse material poderia ter dado mais vida ao álbum anterior de West", elogiando a "alma e profundidade" das contribuições de Cudi no álbum e "o vínculo psíquico" entre os dois artistas que "produz um álbum espaçoso e melancólico sobre fragilidades". Ele concluiu que em Kids See Ghosts foi "a primeira vez em anos" que "Kanye parece em paz".
Em outra crítica positiva, Russel Stone da Highsnobiety elogiou a performance de Cudi e disse que esta "soou como a mais poderosa que você já ouviu dele" e foi responsável por "alimentar a sensação imaculada em torno do álbum", bem como classificou a performance de West como "alucinante" que contou com uma produção bem delimitada em torno do tema das letras, em contraste com as faixas de Ye, que considerou como mais dispersas e sem um foco definido. Jordan Bassett da NME disse que Kids See Ghosts conta com "sons adequadamente fantasmagóricos e sobrenaturais - é um breve vislumbre de um mundo paralelo" e disse que é "a música de dois artistas olhando para trás e reconhecendo o extenso percurso que percorreram". Marty Sartini Garner do The A.V. Club disse que as contribuições de Cudi foram o pilar "espiritual e artístico de Kids See Ghosts, bem como a fonte de seus verdadeiros riscos artísticos", escrevendo que ele "energiza Kanye" e que consegue "levá-lo mais longe do que ele estaria disposto a alcançar sozinho". Ele também disse que o álbum "marca o verdadeiro retorno [de Cudi] apenas um ano e meio depois que ele se internou numa clínica de reabilitação na luta contra a depressão e a ideação suicida, e esse tempo em que foi capaz de trabalhar em si mesmo parece ter feito maravilhas para ele".  Chuck Arnold, da Entertainment Weekly, escreveu que o álbum "tinha muitos empecilhos até que encontrou o ambiente isolado permeado pela natureza de Wyoming" e que a "esperança, cura e experimentação musical em face da escuridão" fez com que esses empecilhos desaparecessem, e que West e Cudi "trouxeram uma obra que ultrapassa facilmente Ye tanto musicalmente como emocionalmente". Ele concluiu dizensdo que o álbum "deixa você ávido por mais... Mas espero que Kanye e Cudi tenham se livrado efetivamente de seus fantasmas para que possam trabalhar mais nesse tipo de arte". Em uma crítica menos entusiástica, Christopher R. Weingarten da Rolling Stone disse que o álbum "está longe de ser tão incisivo, contagiante ou recompensador como outros dos melhores trabalhos [de West e Cudi]", mas que "é um passo importante para uma era de humores mais saudáveis e períodos de atenção mais curtos".

### Reconhecimento
Kids See Ghosts apareceu nas listas dos melhores álbuns de final de ano de 2018 por várias publicações. O álbum conquistou a primeira posição na lista de melhores álbuns de 2018 da GQ Rússia.  Foi listado em segundo lugar na enquete dos leitores dos 50 Melhores Álbuns de 2018 da Pitchfork; em outras votações da Pitchfork em 2018, Kids See Ghost foi listado como o terceiro áAlbum mais subestimado e o sétimo mais superestimado, respectivamente, enquanto a faixa "Kids See Ghosts" ficou em 14º lugar na lista das 50 músicas mais populares desse ano.  O álbum também foi colocando entre as cinco primeiras posições nas listas de final de ano por três outras publicações. A Slant Magazine listou Kids See Ghosts como o terceiro melhor álbum de 2018, com a equipe de críticos afirmando que a dupla Kids See Ghosts "alterna entre armadilhas de casas mal-assombradas e enfrentam francamente seus respectivos demônios". A revista online Joe colocou Kids See Ghosts em quarto lugar em sua lista dos melhores álbuns de 2018, e Dave Hanratty disse que no álbum a dupla "se reconecta com um tratado corajoso e brilhante sobre traumas de saúde mental, transformando suas dores em força e seguindo adiante juntos".
Na lista da The Music de melhores álbuns cult urban da década de 2010, Kids See Ghosts ficou na nona posição. A revista Cyclone disse que a dupla Kids See Ghosts "se aventurou na psicodelia do hip hop, unindo-se em suas jornadas de saúde mental" e apontou a faixa "Reborn" como o destaque do álbum. Malachi Lui, em sua lista do Analog Planet, apontou Kids See Ghosts como o 18º melhor álbum da década de 2010. O Hipersónica listou o álbum como o 46º melhor álbum internacional da década elogiando a participação de Pusha T, de modo que seu álbum Daytona foi listado na mesma posição.
| Publicação             | Lista                                                         | Posição | Ref.    |
| ---------------------- | ------------------------------------------------------------- | ------- | ------- |
| AllHipHop              | 15 Melhores Álbuns de Hip Hop de 2018                         | 10      | [ 96 ]  |
| Billboard              | 50 Melhores Álbuns de 2018                                    | 30      | [ 97 ]  |
| Capital Xtra           | 20 Melhores Álbuns de 2018                                    | 14      | [ 98 ]  |
| Clash                  | Álbuns do Ano de 2018                                         | 21      | [ 99 ]  |
| Complex                | Os Melhores Álbuns de 2018                                    | 14      | [ 100 ] |
| Dummy                  | Os 25 Melhores Álbuns de 2018                                 | 17      | [ 101 ] |
| Earbuddy               | 50 Melhores Álbuns de 2018                                    | 6       | [ 102 ] |
| Exclaim!               | Top 10 Álbuns de Hip Hop de 2018                              | 4       | [ 103 ] |
| GQ Russia              | Os Melhores Álbuns de 2018                                    | 1       | [ 89 ]  |
| HipHopDX               | Melhores Álbuns de Rap de 2018                                | 13      | [ 104 ] |
| HotNewHipHop           | Os 30 Melhores Álbuns de Hip Hop de 2018                      | 16      | [ 105 ] |
| Joe                    | Os 20 Melhores Álbuns de 2018                                 | 4       | [ 92 ]  |
| Laut.de                | 50 Melhores Álbuns de 2018                                    | 22      | [ 106 ] |
| Line of Best Fit       | Os Melhores Álbuns de 2018                                    | 27      | [ 107 ] |
| Mixmag                 | Os 50 Melhores Álbuns de 2018                                 | 29      | [ 108 ] |
| The New York Times     | Os 28 Melhores Álbuns de 2018 (Lista de Jon Caramanica)       | 7       | [ 109 ] |
| The New Zealand Herald | Top 20 Álbuns de 2018                                         | 12      | [ 110 ] |
| NME                    | Álbuns do ano de 2018                                         | 15      | [ 111 ] |
| Noisey                 | Os 100 Melhores Álbuns de 2018                                | 51      | [ 112 ] |
| Pitchfork              | Escolha dos Leitores da Pitchfork: 50 Melhores Álbuns de 2018 | 2       | [ 90 ]  |
| PopMatters             | Os 10 Melhores Álbuns de Hip Hop de 2018                      | 5       | [ 113 ] |
| Rolling Stone          | 30 Melhores Álbuns de Hip Hop de 2018                         | 16      | [ 114 ] |
| screenrangers.pl       | Melhores Álbuns de 2018                                       | 9       | [ 115 ] |
| Slant Magazine         | Os 25 Melhores Álbuns de 2018                                 | 3       | [ 91 ]  |
| Sonic Magazine         | Melhores Álbuns de 2018                                       | 7       | [ 116 ] |
| Uproxx                 | Escolha dos Críticos Musicais da Uproxx de 2018: Álbuns       | 55      | [ 117 ] |
| The Village Voice      | Escolha dos Críticos Musicais da Pazz & Jop de 2018           | 72      | [ 118 ] |

## Desempenho comercial
Em comparação com o álbum anterior de West Ye (2018), Kids See Ghosts não atingiu o topo da Billboard 200, estreando em segunda posição nesta parada e vendendo 142 mil unidades equivalente ao álbum, número que representa cerca de 79 mil vendagens do álbum completo ou pouco mais de 90 milhões de streams das faixas isoladamente, e ficou atrás apenas de Come Tomorrow (2018), o nono álbum de estúdio da Dave Matthews Band. Kids See Ghosts foi o décimo álbum de West e o sexto de Cudi a figurar entre os cinco primeiros na lista da Billboard 200 que contabiliza as vendagens do mercado fonográfico os Estados Unidos. Na parada Top R&B/Hip-Hop Albums também da Billboard, o álbum estreou em primeiro lugar. Nas paradas americanas do final do ano de 2018, Kids See Ghosts foi classificado como o 140.º álbum mais popular da Billboard 200 e como o 58.º na parada Top R&B/Hip-Hop Albums.
Kids See Ghosts alcançou a segunda posição na parada Irish Albums Chart e foi o terceiro álbum de West a atingir essa posição no mercado da Irlanda, empatando com seus álbuns Late Registration (2005) e  Graduation (2007). No Canadian Albums Chart, Kids See Ghosts alcançou a terceira posição e foi a segunda estreia melhor classificada da semana, atrás apenas do álbum Come Tomorrow. Foi a melhor posição de Cudi nas paradas do Canadá desde seu terceiro álbum de estúdio, Indicud (2013), que alcançou também a terceira posição. Ainda, Kids See Ghosts alcançou a terceira posição nas paradas EESTI TIPP-40 (Estônia), New Zealand Albums Chart (Nova Zelândia) e Norwegian Albums Chart (Noruega). Kids See Ghosts alcançou a quarta posição na parada ARIA Charts (Austrália), que foi o segundo álbum de West lançado em 2018 a figurar entre as dez primeiras posições e que também marcou a reaparição de Cudi nesta parada desde o lançamento do álbum Indicud em 2013. Os resultados fizeram com que a dupla Kids See Ghosts se tornasse a quarta banda de hip hop a ter um álbum no topo dos 10 melhores das paradas da ARIA em 2018, juntando-se a West com seu álbum Ye, J. Cole com seu quinto álbum de estúdio KOD e ASAP Rocky com seu terceiro álbum de estúdio TESTING. A posição do álbum entre os cinco primeiros também foi alcançada nas paradas da Holanda, atingindo a quinta posição no Top 100 dos álbuns no mercado fonográfico holandês.  O álbum atingiu o 13º lugar na parada de vendas de álbuns ao meio da semana do Reino Unido na semana de seu lançamento, embora em sua estreia alcançou a sétima posição das paradas britânicas UK Albums Chart. Tal posição esteve cinco lugares abaixo do que Ye (2018) de West atingiu, que figurou na segunda posição desta no início de 2018.
Todas as sete faixas de Kids See Ghosts estrearam na Billboard Hot 100 e a faixa "Reborn" conseguiu a melhor classificação, atingindo a 39.ª posição. West também teve todas as faixas de seu álbum Ye (2018) incluídas na parada. "Reborn" foi a única faixa de Kids See Ghosts a figurar no top 40 da Billboard Hot 100 e em 11 de junho de 2020 foi certificada como platina pela Recording Industry Association of America (RIAA), com vendagem superior a um milhão de unidades nos Estados Unidos. Todas as faixas também entraram nas paradas musicais ARIA Top 50 Singles Chart, Canadian Hot 100 e Irish Singles Chart, na Irlanda, onde "Reborn" também foi a faixa que alcançou a melhor posição. "Reborn" também figurou nas paradas britânicas da UK Singles Chart, junto com "Feel the Love" e "4th Dimension", com todas as três alcançando as 50 primeiras posições.

## Lista de faixas
| Lista de faixas de Kids See Ghosts |                                                  | | |         |  |
| N.º                                | Título                                           | Compositor(es)                                                                                               | Produtor(es) | Duração |  |
| 1.                                 | "Feel the Love" (com Pusha T)                    | Kanye West Scott Mescudi Mike Dean Evan Mast Benjamin Levin Terrence Thornton Jeremy Nutzman Anthony Rabiola | West Benny Blanco [a] Dean [a] Plain Pat [b] Mast [b] Justin Vernon [b] Francis and the Lights [b] Cashmere Cat [b] Noah Goldstein [b] | 2:45    |  |
| 2.                                 | "Fire"                                           | West Mescudi Mast André Benjamin                                                                             | West Kid Cudi BoogzDaBeast André 3000 Mast [b]                                                                                         | 2:20    |  |
| 3.                                 | "4th Dimension" (com Louis Prima)                | West Mescudi Dean Louis Prima                                                                                | West Dean [b] Goldstein [b] Plain Pat [c] BoogzDaBeast [c]                                                                             | 2:33    |  |
| 4.                                 | "Freeee (Ghost Town, Pt. 2)" (com Ty Dolla Sign) | West Mescudi Tyrone Griffin, Jr. Dean Jeff Bhasker Corin Littler                                             | West Kid Cudi Dean [a] Bhasker [a] BoogzDaBeast [a] Andrew Dawson [b] Andy C [b] Russell "Love" Crews [b]                              | 3:26    |  |
| 5.                                 | "Reborn"                                         | West Mescudi Mast Oladipo Omishore                                                                           | Kid Cudi Dot da Genius Plain Pat [a] Mast [a] Blanco [b]                                                                               | 5:24    |  |
| 6.                                 | "Kids See Ghosts" (com Yasiin Bey)               | West Mescudi Yasiin Bey Dawson [d] Vernon                                                                    | West Kid Cudi Plain Pat Dawson [b] Vernon [b] Goldstein [b]                                                                            | 4:05    |  |
| 7.                                 | "Cudi Montage"                                   | West Mescudi Dean Kurt Cobain                                                                                | Kid Cudi Dot da Genius Dean [a] | 3:17    |  |
| Duração total:                     | Duração total:                                   | Duração total:                                                                                               | Duração total: | 23:50   |  |

Notas
- ↑[a]  coprodutor
- ↑[b]  produtor adicional
- ↑[c]  programador musical adicional
- ↑[d]  arranjador musical

Créditos dos samples
- "Fire" contém um sample da canção "They Coming to Take Me Away, Ha-Haaa!" (1966), de Jerry "Napoleon XIV" Samuels.
- "4th Dimension" contêm samples das canções "What Will Santa Claus Say (When He Finds Everybody Swingin')" (1936), de Louis Prima; e "Someday" (2012), de Shirley Ann Lee, não creditada oficialmente.[44]
- "Freeee (Ghost Town, Pt. 2)" contêm samples das canções "Stark" (2008), de Corin "Mr. Chop" Littler; de um discurso de Marcus Garvey não creditado oficialmente; e da canção "Ghost Town" (2018), de Kanye West.
- "Cudi Montage" contém um sample da canção "Burn the Rain", de Kurt Cobain (gravada nos anos 1990, mas lançada postumamente apenas em 2015).

## Créditos
Créditos adaptados do encarte do álbum e do Tidal.
| Produção - Nico Aglietti – engenharia de som (faixa 4) - Thomas Cullison – engenharia de som (faixa 5) - Andrew Dawson – engenharia de som (faixas 1, 4–6), mixagem (faixas 1, 5) - Mike Dean – coprodutor executivo, mixagem e masterização - Zack Djurich – engenharia de som, violão (faixa 4) - Noah Goldstein – coprodutor executivo, engenharia de som (faixas 1–3, 5–7) - Jess Jackson – mixagem - Tom Kahre – engenharia de som (faixa 1) - Kid Cudi – produtor executivo - Mike Malchicoff – engenharia de som - William J. Sullivan – engenharia de som - Sean Solymar – assistente de mixagem - Kanye West – produtor executivo | Arte - Katsushika Hokusai – referência da arte de fundo (Vista do monte Fuji (1847)) - Horst Janssen – referências de selos - Jnthed – design de personagens - Aki Kondo – design de personagens - Takashi Murakami – direção criativa, arte principal, caligrafia em kanji - Chieri Nakano – direção de arte original - Soga Shōhaku – referências de selos |

## Desempenho nas tabelas musicais

### Tabelas semanais
| País — Tabela (2018)                                        | Posição de pico |
| ----------------------------------------------------------- | --------------- |
| Alemanha — Offizielle Top 100 (GfK Entertainment Charts)    | 33              |
| Austrália — ARIA Charts                                     | 4               |
| Austrália — Australian Urban Albums                         | 2               |
| Áustria — Ö3 Austria Top 40                                 | 15              |
| Bélgica (Flandres) — Ultratop 200                           | 14              |
| Bélgica (Valônia) — Ultratop 40                             | 41              |
| Canadá — Albums Chart (Billboard)                           | 3               |
| Escócia — Scottish Singles and Albums Charts                | 49              |
| Estônia — Eesti Tipp-40                                     | 3               |
| Estados Unidos — Billboard 200                              | 2               |
| Estados Unidos — Top R&B/Hip-Hop Albums (Billboard)         | 1               |
| Finlândia — Suomen virallinen lista                         | 15              |
| Irlanda — IRMA                                              | 2               |
| Itália — Federazione Industria Musicale Italiana            | 42              |
| Letônia — LAIPA)                                            | 3               |
| Lituânia — AGATA                                            | 14              |
| Nova Zelândia — RMNZ                                        | 3               |
| Noruega — VG-lista                                          | 3               |
| Países Baixos — Album Top 100 (MegaCharts)                  | 5               |
| Reino Unido — UK Albums Chart (Official Charts Company)     | 7               |
| Reino Unido — UK R&B Albums Chart (Official Charts Company) | 2               |
| República Checa — ČNS IFPI                                  | 11              |
| Suécia — Sverigetopplistan                                  | 13              |
| Suíça — Schweizer Hitparade                                 | 12              |

| País — Tabela musical (2018)                        | Posição |
| --------------------------------------------------- | ------- |
| Austrália — ARIA Charts                             | 41      |
| Estônia — Eesti Tipp-40                             | 100     |
| Estados Unidos — Billboard 200                      | 140     |
| Estados Unidos — Top R&B/Hip-Hop Albums (Billboard) | 58      |

| País — Tabela (2019)    | Posição |
| ----------------------- | ------- |
| Austrália — ARIA Charts | 65      |

## Certificações
| Região (Associação) — Vendas    | Certificação |
| ------------------------------- | ------------ |
| Estados Unidos (RIAA) — 500 000 | Ouro         |
| Reino Unido (BPI) — 70 000      | Prata        |

## Histórico de lançamentos
| Região | Encontro               | Etiqueta (s)                | Formato (s)                | Ref.   |
| ------ | ---------------------- | --------------------------- | -------------------------- | ------ |
| Vários | 8 de junho de 2018     | Wicked Awesome GOOD Def Jam | Digital download streaming | [ 59 ] |
| França | 3 de agosto de 2018    | Wicked Awesome GOOD Def Jam | CD                         | [ 61 ] |
| Vários | 28 de setembro de 2018 | Wicked Awesome GOOD Def Jam | CD                         | [ 62 ] |